# Europees kampioenschap handbal mannen 2010
Het 9de Europees kampioenschap handbal mannen vond plaats van 19 januari tot 31 januari 2010 in Oostenrijk. De wedstrijden werden gespeeld in Wiener Neustadt, Graz, Linz, Innsbruck en Wenen. Titelverdediger Denemarken moest genoegen nemen met de vijfde plaats.

## Speelsteden
| Linz                                      | Wenen                                | Wiener Neustadt                |
| ----------------------------------------- | ------------------------------------ | ------------------------------ |
| Intersport Arena Capaciteit: 12.000       | Wiener Stadthalle Capaciteit: 20.000 | Arena Nova Capaciteit: 8.000   |
|                                           |                                      |                                |
| Innsbruck                                 | Graz                                 | Oostenrijk                     |
| Olympiaworld Innsbruck Capaciteit: 15.000 | Stadthalle Graz Capaciteit: 16.000   | Oostenrijk Inwoners: 8.210.281 |
|                                           |                                      |                                |

## Eerste groepsfase

### Groep A
De wedstrijden in deze groep vonden plaats in Graz.
| Datum      | Land      | Score   | Land      |
| ---------- | --------- | ------- | --------- |
| 19 januari | Rusland   | 37 – 33 | Oekraïne  |
| 19 januari | Kroatië   | 25 – 23 | Noorwegen |
| 21 januari | Oekraïne  | 25 – 28 | Kroatië   |
| 21 januari | Noorwegen | 28 – 24 | Rusland   |
| 23 januari | Kroatië   | 30 – 28 | Rusland   |
| 23 januari | Noorwegen | 31 – 29 | Oekraïne  |

| Groep A |           |             |             |             |             |            |            |            |        |
| #       | Land      | Wedstrijden | Wedstrijden | Wedstrijden | Wedstrijden | Doelpunten | Doelpunten | Doelpunten | Punten |
| #       | Land      | G           | W           | G           | V           | V          | T          | Saldo      | Punten |
| 1       | Kroatië   | 3           | 3           | 0           | 0           | 83         | 76         | +7         | 6      |
| 2       | Noorwegen | 3           | 2           | 0           | 1           | 82         | 78         | +4         | 4      |
| 3       | Rusland   | 3           | 1           | 0           | 2           | 89         | 91         | −2         | 2      |
| 4       | Oekraïne  | 3           | 0           | 0           | 3           | 87         | 96         | −9         | 0      |

### Groep B
De wedstrijden in deze groep vonden plaats in Linz.
| Datum      | Land       | Score   | Land       |
| ---------- | ---------- | ------- | ---------- |
| 19 januari | Denemarken | 33 – 29 | Oostenrijk |
| 19 januari | IJsland    | 29 – 29 | Servië     |
| 21 januari | Oostenrijk | 37 – 37 | IJsland    |
| 21 januari | Servië     | 23 – 28 | Denemarken |
| 23 januari | Oostenrijk | 37 – 31 | Servië     |
| 23 januari | Denemarken | 22 – 27 | IJsland    |

| Groep B |            |             |             |             |             |            |            |            |        |
| #       | Land       | Wedstrijden | Wedstrijden | Wedstrijden | Wedstrijden | Doelpunten | Doelpunten | Doelpunten | Punten |
| #       | Land       | G           | W           | G           | V           | V          | T          | Saldo      | Punten |
| 1       | IJsland    | 3           | 1           | 2           | 0           | 93         | 88         | +5         | 4      |
| 2       | Denemarken | 3           | 2           | 0           | 1           | 83         | 79         | +4         | 3      |
| 3       | Oostenrijk | 3           | 1           | 1           | 1           | 103        | 101        | +2         | 1      |
| 4       | Servië     | 3           | 0           | 1           | 2           | 83         | 94         | −11        | 1      |

### Groep C
De wedstrijden in deze groep vonden plaats in Innsbruck.
| Datum      | Land      | Score   | Land      |
| ---------- | --------- | ------- | --------- |
| 19 januari | Duitsland | 25 – 27 | Polen     |
| 19 januari | Zweden    | 25 – 27 | Slovenië  |
| 20 januari | Slovenië  | 34 – 34 | Duitsland |
| 20 januari | Polen     | 27 – 24 | Zweden    |
| 22 januari | Duitsland | 30 – 29 | Zweden    |
| 22 januari | Polen     | 30 – 30 | Slovenië  |

| Groep C |           |             |             |             |             |            |            |            |        |
| #       | Land      | Wedstrijden | Wedstrijden | Wedstrijden | Wedstrijden | Doelpunten | Doelpunten | Doelpunten | Punten |
| #       | Land      | G           | W           | G           | V           | V          | T          | Saldo      | Punten |
| 1       | Polen     | 3           | 2           | 1           | 0           | 84         | 79         | +5         | 5      |
| 2       | Slovenië  | 3           | 1           | 2           | 0           | 91         | 89         | +2         | 4      |
| 3       | Duitsland | 3           | 1           | 1           | 1           | 89         | 90         | −1         | 3      |
| 4       | Zweden    | 3           | 0           | 0           | 3           | 78         | 84         | −6         | 0      |

### Groep D
De wedstrijden in deze groep vonden plaats in Wiener Neustadt.
| Datum      | Land      | Score   | Land      |
| ---------- | --------- | ------- | --------- |
| 19 januari | Spanje    | 37 – 25 | Tsjechië  |
| 19 januari | Frankrijk | 29 – 29 | Hongarije |
| 20 januari | Tsjechië  | 20 – 21 | Frankrijk |
| 20 januari | Hongarije | 25 – 34 | Spanje    |
| 22 januari | Frankrijk | 24 – 24 | Spanje    |
| 22 januari | Hongarije | 26 – 33 | Tsjechië  |

| Groep D |           |             |             |             |             |            |            |            |        |
| #       | Land      | Wedstrijden | Wedstrijden | Wedstrijden | Wedstrijden | Doelpunten | Doelpunten | Doelpunten | Punten |
| #       | Land      | G           | W           | G           | V           | V          | T          | Saldo      | Punten |
| 1       | Spanje    | 3           | 2           | 1           | 0           | 95         | 74         | +21        | 5      |
| 2       | Frankrijk | 3           | 1           | 2           | 0           | 74         | 73         | +1         | 4      |
| 3       | Tsjechië  | 3           | 1           | 0           | 2           | 78         | 84         | −6         | 2      |
| 4       | Hongarije | 3           | 0           | 1           | 2           | 80         | 96         | −16        | 1      |

## Tweede groepsfase
De onderlinge resultaten uit de eerste groepsfase tellen mee voor de tweede groepsfase.

### Groep I
De wedstrijden in deze groep vonden plaats in Wenen.
| Datum      | Land      | Score   | Land       |
| ---------- | --------- | ------- | ---------- |
| 25 januari | Kroatië   | 26 – 26 | IJsland    |
| 25 januari | Noorwegen | 30 – 27 | Oostenrijk |
| 25 januari | Rusland   | 28 – 34 | Denemarken |
| 26 januari | Rusland   | 30 – 38 | IJsland    |
| 26 januari | Kroatië   | 26 – 23 | Oostenrijk |
| 26 januari | Noorwegen | 23 – 24 | Denemarken |
| 28 januari | Noorwegen | 34 – 35 | IJsland    |
| 28 januari | Rusland   | 30 – 31 | Oostenrijk |
| 28 januari | Kroatië   | 27 – 23 | Denemarken |

| Groep I |            |             |             |             |             |            |            |            |        |
| #       | Land       | Wedstrijden | Wedstrijden | Wedstrijden | Wedstrijden | Doelpunten | Doelpunten | Doelpunten | Punten |
| #       | Land       | G           | W           | G           | V           | V          | T          | Saldo      | Punten |
| 1       | Kroatië    | 5           | 4           | 1           | 0           | 134        | 123        | +11        | 9      |
| 2       | IJsland    | 5           | 3           | 2           | 0           | 163        | 149        | +14        | 8      |
| 3       | Denemarken | 5           | 3           | 0           | 2           | 136        | 134        | +2         | 6      |
| 4       | Noorwegen  | 5           | 2           | 0           | 3           | 138        | 135        | +3         | 4      |
| 5       | Oostenrijk | 5           | 1           | 1           | 3           | 147        | 156        | −9         | 3      |
| 6       | Rusland    | 5           | 0           | 0           | 5           | 140        | 161        | −21        | 0      |

### Groep II
De wedstrijden in deze groep vonden plaats in Innsbruck.
| Datum      | Land      | Score   | Land      |
| ---------- | --------- | ------- | --------- |
| 24 januari | Duitsland | 22 – 24 | Frankrijk |
| 24 januari | Polen     | 32 – 26 | Spanje    |
| 24 januari | Slovenië  | 35 – 37 | Tsjechië  |
| 26 januari | Slovenië  | 28 – 37 | Frankrijk |
| 26 januari | Duitsland | 20 – 25 | Spanje    |
| 26 januari | Polen     | 35 – 34 | Tsjechië  |
| 28 januari | Duitsland | 26 – 26 | Tsjechië  |
| 28 januari | Slovenië  | 32 – 40 | Spanje    |
| 28 januari | Polen     | 24 – 29 | Frankrijk |

| Groep II |           |             |             |             |             |            |            |            |        |
| #        | Land      | Wedstrijden | Wedstrijden | Wedstrijden | Wedstrijden | Doelpunten | Doelpunten | Doelpunten | Punten |
| #        | Land      | G           | W           | G           | V           | V          | T          | Saldo      | Punten |
| 1        | Frankrijk | 5           | 4           | 1           | 0           | 135        | 118        | +17        | 9      |
| 2        | Polen     | 5           | 3           | 1           | 1           | 148        | 144        | +4         | 7      |
| 3        | Spanje    | 5           | 3           | 1           | 1           | 152        | 133        | +19        | 7      |
| 4        | Tsjechië  | 5           | 1           | 1           | 3           | 142        | 154        | −12        | 3      |
| 5        | Duitsland | 5           | 0           | 2           | 3           | 127        | 136        | −9         | 2      |
| 6        | Slovenië  | 5           | 0           | 2           | 3           | 159        | 178        | −19        | 2      |

## Finaleronde

### Om vijfde plaats
| 30 januari 2010 11:30 | Denemarken | 34 – 27   | Spanje     | Stadthalle, Wenen Toeschouwers: 4.000 Scheidsrechters: Reisinger, Kaschütz (AUT) |
| 30 januari 2010 11:30 | Laen 8     | (18 – 13) | Malmagro 7 | Stadthalle, Wenen Toeschouwers: 4.000 Scheidsrechters: Reisinger, Kaschütz (AUT) |
| 30 januari 2010 11:30 | 2× 6×      | verslag   | 2× 4×      | Stadthalle, Wenen Toeschouwers: 4.000 Scheidsrechters: Reisinger, Kaschütz (AUT) |

### Halve finales
| 30 januari 2010 14:00 | IJsland      | 28 – 36   | Frankrijk   | Stadthalle, Wenen Toeschouwers: 9.000 Scheidsrechters: Olesen, Pedersen (DEN) |
| 30 januari 2010 14:00 | Pálmarsson 6 | (14 – 16) | Karabatić 9 | Stadthalle, Wenen Toeschouwers: 9.000 Scheidsrechters: Olesen, Pedersen (DEN) |
| 30 januari 2010 14:00 | 3× 4×        | verslag   | 3× 4×       | Stadthalle, Wenen Toeschouwers: 9.000 Scheidsrechters: Olesen, Pedersen (DEN) |

| 30 januari 2010 16:30 | Kroatië | 24 – 21  | Polen     | Stadthalle, Wenen Toeschouwers: 11.000 Scheidsrechters: Abrahamsen, Kristiansen (NOR) |
| 30 januari 2010 16:30 | Čupić 6 | (9 – 10) | Jurecki 7 | Stadthalle, Wenen Toeschouwers: 11.000 Scheidsrechters: Abrahamsen, Kristiansen (NOR) |
| 30 januari 2010 16:30 | 3× 4×   | verslag  | 3×        | Stadthalle, Wenen Toeschouwers: 11.000 Scheidsrechters: Abrahamsen, Kristiansen (NOR) |

### Troostfinale
| 31 januari 2010 15:00 | Polen                                | 26 – 29   | IJsland      | Stadthalle, Wenen Toeschouwers: 9.000 Scheidsrechters: Lazaar, Reveret (FRA) |
| 31 januari 2010 15:00 | B. Jurecki, M. Jurecki, Tłuczyński 4 | (10 – 18) | Sigurðsson 8 | Stadthalle, Wenen Toeschouwers: 9.000 Scheidsrechters: Lazaar, Reveret (FRA) |
| 31 januari 2010 15:00 | 3× 8×                                | verslag   | 3× 4×        | Stadthalle, Wenen Toeschouwers: 9.000 Scheidsrechters: Lazaar, Reveret (FRA) |

### Finale
| 31 januari 2010 17:30 | Kroatië  | 21 – 25   | Frankrijk   | Stadthalle, Wenen Toeschouwers: 11.000 Scheidsrechters: Bernd en Reiner Methe (GER) |
| 31 januari 2010 17:30 | Zrnić 7  | (12 – 12) | Karabatić 6 | Stadthalle, Wenen Toeschouwers: 11.000 Scheidsrechters: Bernd en Reiner Methe (GER) |
| 31 januari 2010 17:30 | 4× 3× 1× | verslag   | 4× 3×       | Stadthalle, Wenen Toeschouwers: 11.000 Scheidsrechters: Bernd en Reiner Methe (GER) |

## Eindrangschikking
| Goud   | Frankrijk  |
| Zilver | Kroatië    |
| Brons  | IJsland    |
| 4      | Polen      |
| 5      | Denemarken |
| 6      | Spanje     |
| 7      | Noorwegen  |
| 8      | Tsjechië   |
| 9      | Oostenrijk |
| 10     | Duitsland  |
| 11     | Slovenië   |
| 12     | Rusland    |
| 13     | Servië     |
| 14     | Hongarije  |
| 15     | Zweden     |
| 16     | Oekraïne   |

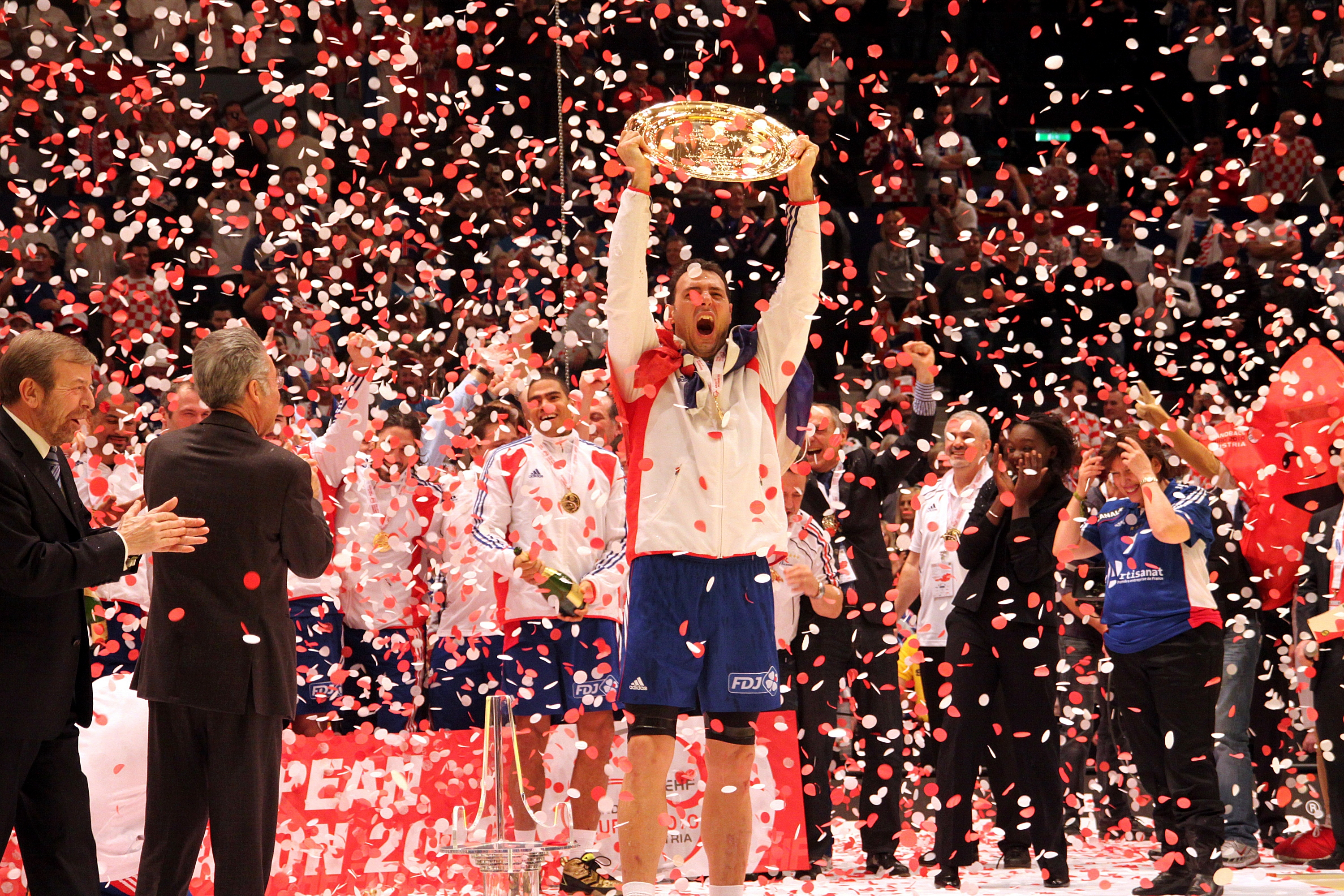
Frankrijk viert de titel

| 2010 Europees kampioen mannen · Frankrijk · 2e titel Selectie: Thierry Omeyer, Daouda Karaboué, Jérôme Fernandez, Didier Dinart, Xavier Barachet, Guillaume Gille, Bertand Gille, Daniel Narcisse, Guillaume Joli, Nikola Karabatic, Franck Junillon, Luc Abalo, Cédric Sorhaindo, Michaël Guigou, Sébastien Bosquet, Sébastien Ostertag en Grégoire Detrez. · Bondscoach: Claude Onesta. |

## Organisatie
De organisatie (Österreichischer Handballbund) ontving een subsidie van € 950.000 (waarvan € 100.000 in 2017, € 350.000 in 2008 en € 500.000 in 2009) vanuit de federale overheid van Oostenrijk, in het kader van een subsidieregeling voor grote sportevenementen. Daarnaast werd het Europees kampioenschap gesubsidieerd door de stad Wenen (€ 800.000), de stad Innsbruck (€ 250.000), de deelstaat Tirol (€ 250.000), de deelstaat Opper-Oostenrijk (€ 100.000), de deelstaat Neder-Oostenrijk (€ 100.000), de deelstaat Stiermarken (€ 100.000), de stad Graz (€ 100.000) en de stad Linz (€ 100.000). In totaal bedroegen de subsidies € 2.850.000.
| | Bedrag      |
| --- | ----------- |
| Baten |             |
| Subsidiebaten (zie overzicht ter rechterzijde)                                                                      | € 2.850.000 |
| Marketing (sponsorbijdragen)                                                                                        | € 500.000   |
| Ticketing (entreekaarten toeschouwers)                                                                              | € 3.294.236 |
| Hospitality (VIP-tickets)                                                                                           | € 500.000   |
| EHF (vergoeding kosten door European Handball Federation)                                                           | € 400.000   |
| Som van de baten | € 7.544.236 |
| Lasten |             |
| Accommodatie kosten (huur, beveiliging, politie, brandweer)                                                         | € 1.189.626 |
| Werknemers + vrijwilligers (personeelskosten + dagtarieven)                                                         | € 1.983.358 |
| Bedrijfskosten (kantoorkosten)                                                                                      | € 720.654   |
| EHF dagvergoedingen en evenementen (t.b.v. 65 scheidsrechters en gedelegeerde; p.p. € 55,- dagvergoeding + verteer) | € 72.650    |
| Marketing & promotie (mascottetour, reclameborden, etc.)                                                            | € 590.984   |
| Verblijfs- en verteerkosten (hotels voor 256 spelers plus begeleiders)                                              | € 965.820   |
| Transport (per speellocatie 10 auto's, EHF-vluhcten)                                                                | € 303.140   |
| Inspecties, workshops, bijeenkomsten                                                                                | € 155.000   |
| Voorbereidingstoernooien (op elke voorronde speellocatie een gesimuleerd toernooi)                                  | € 270.000   |
| Tv-productie (productiekostenvergoeding ORF, 15 camera's per wedstrijd)                                             | € 650.004   |
| Ceremonies | € 175.000   |
| Belastingen en overige (ticketingbelasting)                                                                         | € 468.000   |
| Som van de lasten                                                                                                   | € 7.544.236 |

| Subsidies                        | Bedrag      |
| -------------------------------- | ----------- |
| Federale overheid van Oostenrijk | € 950.000   |
| Stad Wenen                       | € 800.000   |
| Stad Innsbruck                   | € 250.000   |
| Deelstaat Tirol                  | € 250.000   |
| Deelstaat Opper-Oostenrijk       | € 100.000   |
| Deelstaat Neder-Oostenrijk       | € 100.000   |
| Deelstaat Stiermarken            | € 100.000   |
| Stad Graz                        | € 100.000   |
| Stad Linz                        | € 100.000   |
| Totaal subsidies                 | € 2.850.000 |